# PBC Academic Sofia
El PBC Academic Sofia, anomenat comercialment PBC Lukoil Academic (en búlgar: ПБК „Лукойл Академик"), és un club professional de basquetbol búlgar.
Disputa els seus partits a l'Universiade Hall o al Complex Esportiu Pravets.

## Història
Va ser fundat l'any 1947 com una branca del club esportiu Akademik Sofia.
És el club amb més títols al campionat búlgar. Dirigits per l'entrenador Bozhidar Takev fou subcampió de la Copa d'Europa en les seves dues primeres edicions, els anys 1958 i 1959, essent derrotat per l'ASK Riga. També fou campió del món universitari el 1957.
Des de l'any 2000 s'anomena Lukoil Academic pel patrocini de l'empresa russa de petrolis LUKoil.

## Palmarès
- Lliga búlgara de bàsquet: 1957, 1958, 1959, 1963, 1968, 1969, 1970, 1971, 1972, 1973, 1975, 1976, 2000, 2001, 2002, 2003, 2004, 2005
- Copa búlgara de bàsquet: 1952, 1954, 2002, 2003, 2004, 2005
- Campionat del Món Universitari: 1957
- Finalista de la Copa d'Europa de bàsquet: 1958, 1959

## Jugadors destacats
- Lyubomir Panov
- Georgi Panov
- Viktor Radev
- Nikola Ilov
- Mihail Semov
- Petar Lazarov
- Dimitar Sahanikov
- Georgi Barzakov
- Nikola Atanasov
- Atanas Golomeev
- Temelaki Dimitrov
- Stefan Filipov
- Slavey Raychev
- Vladimir Boyanov
- Priest Lauderdale
- Bryant Smith

## Entrenadors destacats
- Bozhidar Takev
- Veselin Temkov
- Neycho Neychev
- Tsvetan Zhelyazkov
- Petko Marinov